# Kolno (gmina 1991)
Kolno (do 31 I 1991 i od 1 I 1992 miasto Kolno i Kolno) – dawna gmina miejsko-wiejska istniejąca przez 11 miesięcy w 1991 roku w woj. łomżyńskim. Siedzibą władz gminy było miasto Kolno.
Gmina została utworzona 1 lutego 1991 w związku z realizacją uchwały o samorządzie terytorialnym, przez połączenie miasta Kolna z wiejską gminą Kolno.
1 stycznia 1992 gminę Kolno zniesiono, dzieląc ją  ponownie na dwie odrębne jednostki – a) gminę (miejską) Kolno na obszarze miasta Kolno; i b) gminę (wiejską) Kolno z siedzibą władz w mieście Kolnie, w skład której weszły obszary wsi: Bialiki, Borkowo, Brzozowo, Brzózki, Czernice, Czerwone, Danowo, Filipki Duże, Filipki Małe, Gietki, Glinki, Górskie, Górszczyzna, Gromadzyn-Wykno, Janowo, Kiełcze-Kopki, Kolimagi, Kossaki, Kowalewo, Koziki-Olszyny, Kozioł, Kumelsk, Lachowo, Łosewo, Niksowizna, Obiedzino, Okurowo, Pachuczyn, Rupin, Rydzewo-Świątki, Stare Kiełcze, Stary Gromadzyn, Truszki-Kucze, Truszki-Patory, Truszki-Zalesie, Tyszki-Łabno, Tyszki-Wądołowo, Waszki, Wincenta, Wszebory, Wścieklice, Zabiele, Zabiele, Zaskrodzie i Żebry. 
Podział ten utrzymał się.